# Ostrowy (gromada w powiecie częstochowskim)
Ostrowy – dawna gromada, czyli najmniejsza jednostka podziału terytorialnego Polskiej Rzeczypospolitej Ludowej w latach 1954–1972.
Gromady, z gromadzkimi radami narodowymi (GRN) jako organami władzy najniższego stopnia na wsi, funkcjonowały od reformy reorganizującej administrację wiejską przeprowadzonej jesienią 1954 do momentu ich zniesienia z dniem 1 stycznia 1973, tym samym wypierając organizację gminną w latach 1954–1972.
Gromadę Ostrowy z siedzibą GRN w Ostrowach (obecnie w granicach Blachowni) utworzono – jako jedną z 8759 gromad na obszarze Polski – w powiecie częstochowskim w woj. stalinogrodzkim, na mocy uchwały nr 17/54 WRN w Stalinogrodzie z dnia 5 października 1954. W skład jednostki weszły obszary dotychczasowych gromad Brzózka, Ostrowy i Ottonów, ponadto wieś Trzepizury z dotychczasowej gromady Trzepizury oraz wieś Walaszczyki z dotychczasowej gromady Walaszczyki ze zniesionej gminy Ostrowy w tymże powiecie, a także oddziały leśne nr nr 140–146, 147AC, 158–168 i 181–193 z Nadleśnictwa Herby. Dla gromady ustalono 27 członków gromadzkiej rady narodowej.
20 grudnia 1956 województwo stalinogrodzkie przemianowano (z powrotem) na katowickie.
1 stycznia 1958 do gromady Ostrowy przyłączono wieś Wyrazów ze zniesionej gromady Łojki w tymże powiecie.
31 grudnia 1961 do gromady Ostrowy włączono obszar zniesionej gromady Aleksandria w tymże powiecie.
Gromada przetrwała do końca 1972 roku, czyli do kolejnej reformy gminnej.